# Kingdom Hearts: Chain of Memories
Kingdom Hearts: Chain of Memories (キングダムハーツ　チェインオブメモリーズ Kingudamu Hātsu Chein obu Memorīzu) er et Action RPG udviklet af Square Enix og det japanske Jupiter, og udgivet af Square Enix i 2004 til Game Boy Advance.
Chain of Memories bygger videre på det første Kingdom Hearts-spils historie. Her møder vi blandt andet den mystiske Organization XIII, som er en af de store nøgle plots i Kingdom Hearts II. Vi tager igen styringen som Sora der skal kæmpe sig vej igennem det skumle Castle Oblivion vi så i slutningen af Kingdom Hearts.